# Gare de Pont-de-Buis
La gare de Pont-de-Buis est une gare ferroviaire française de la ligne de Savenay à Landerneau, située sur le territoire de la commune de Pont-de-Buis-lès-Quimerch, près du bourg de Pont-de-Buis, dans le département du Finistère, en région Bretagne.
Elle est mise en service en 1888 par la Compagnie du chemin de fer de Paris à Orléans (PO). 
C'est une halte voyageurs de la Société nationale des chemins de fer français (SNCF), desservie par des trains express régionaux TER Bretagne.

## Situation ferroviaire
Établie à 71 mètres d'altitude, la gare de Pont-de-Buis est située au point kilométrique (PK) 721,815 de la ligne de Savenay à Landerneau entre les gares ouvertes de Châteaulin-Embranchement et de Dirinon - Loperhet. À l'origine des gares, aujourd'hui fermées, desservaient les communes de Daoulas et Hanvec, et une halte était située à Quimerc'h.

## Histoire
L'arrivée du chemin de fer à Pont-de-Buis intervient avec l'ouverture de la section, à voie unique, entre Châteaulin et Landerneau, qui permet le lien entre les deux grandes voies ferrées du nord (Paris - Brest) et du sud (Nantes - Landerneau) de la Bretagne mise en service par la Compagnie du PO, le 16 décembre 1867. Néanmoins les trains ne font que passer jusqu'à l'ouverture d'une halte en 1888, l'installation est d'abord limitée à celle du passage à niveau n° 536 situé à Le Drenit.
Des améliorations et agrandissements ont lieu, notamment pendant la Première Guerre mondiale (1914-1918), période d'intenses activités à la poudrerie de Pont-de-Buis qui a besoin d'une desserte pour pouvoir rapidement acheminer sa production vers les zones du conflit.
La voie d'évitement est équipée d'un nouveau quai en 1989.
Le 27 octobre 2009 a lieu l'inauguration de la gare rénovée. Ces travaux, réalisés dans le cadre du plan gare de la région Bretagne, ont coûté environ 146 000 euros dont 48 % pris en charge par la région. Ils ont notamment consisté à : changer le mobilier de quai, réaliser de nouveaux abris, installer des panneaux d'informations électroniques, et refaire une peinture sur le bâtiment voyageurs.

## Fréquentation
Selon les estimations de la SNCF, la fréquentation annuelle de la gare figure dans le tableau ci-dessous.
| Année               | 2015   | 2016  | 2017  | 2018   | 2019   | 2020   | 2021   | 2022   | 2023   |
| ------------------- | ------ | ----- | ----- | ------ | ------ | ------ | ------ | ------ | ------ |
| Nombre de voyageurs | 10 252 | 7 553 | 5 625 | 12 148 | 17 857 | 12 707 | 21 778 | 35 454 | 45 895 |

## Service des voyageurs

### Accueil
Halte SNCF c'est un point d'arrêt non géré (PANG), mais dispose d'un bâtiment voyageurs ouvert du lundi au vendredi.

### Desserte
Pont-de-Buis est desservie par les trains TER Bretagne qui circulent entre Brest et Quimper, via les gares de Landerneau, de Dirinon - Loperhet et de Châteaulin-Embranchement.

### Intermodalité
Un parking pour les véhicules est aménagé.